# Jazd
Jazd (perz. یزد; /jæzd/) je grad u Iranu i sjedište Jazdske pokrajine. Jedan je od najstarijih gradova svijeta, a njeguje tisućljetnu zoroastrijsku baštinu pa ga se smatra sjedištem zoroastrijske kulture. Grad je poznat po svojoj arhitektonskoj jedinstvenosti i njegove adobe građevine su izbjegle modernizaciji, te je sačuvao tradicionalne četvrti, kanatski sustav, tradicionalne kuće, bazare, hamame, džamije, sinagoge, zoroastrijske hramove i povijesni vrt Dolat-abad. Zbog toga je povijesni grad Jazd upisan na UNESCO-ov popis mjesta svjetske baštine u Aziji 2017. godine.

## Zemljopisne i demografske odlike
Grad je udaljen od Isfahana oko 175 km prema istoku i smješten je gdje se dodiruju Dašt-e Kavir i Dašt-e Lut, dvije iranske pustinje. Jazd je najsušiji veliki grad u Iranu s tek oko 49 mm kiše godišnje i 23 kišna dana (od čega 11 samo u travnju), te srednjim ljetnim temperaturama često iznad 40 °C. Zime su blage s hladnim jutrima kada temperatura često pada do 0 °C.
Prema popisu stanovništva iz 2011. godine u Jazdu je živjelo 656.152 ljudi, i to 297.546 muškaraca i 285.136 žena u 168.528 obitelji. Većina stanovništva su Perzijanci koji govore starim perzijskim jazdskim narječjem, dok su ostali manjinski Azeri i Kaškajci koji govore perzijski kao drugi jezik. Većina stanovnika su muslimani, ali tu je i značajan broj zoroastrijanaca (5-10%), te velika židovska zajednica koja je u opadanju od osnutka Izraela (npr. bivši predsjednik izraela, Moše Kacav, je rođen u Jazdu).

## Povijest
Jedan od najstarijih naselja na svijetu, grad je današnje ime dobio je po sasanidskom perzijskom vladaru Jezdegerdu I. (399. – 420./421.). Kada su Arapi osvojili Perziju, mnogi zoroastrijanci su iz okolice doselili u Jazd koji je poslužio kao sigurno sklonište. Naime, plaćajući danak Jazdu je dozvoljeno da zadrži svoju vjeru, a islam je tek postupno postao dominantnom religijom u gradu.
Grad je poznat po svojoj arhitektonskoj jedinstvenosti, a o njegovim tepisima i svili pisao je i slavni hrvatski istraživač Marko Polo koji ga je 1272. opisao kao „plemeniti grad velike trgovine”. 
Jazd je u 14. stoljeću jedno kratko vrijeme služio kao prijestolnica Muzafaridske dinastije (1314. – 1393.) i 1350.-'51. godine neuspješno su ga opsjedale snage Indžujidskog (1335. – 1357.) vladara Šaik Abu Išaka. Neke od najznačajinijih građevina u Jazdu potječu iz ovog doba. Tijekom vladavine Safavida (1501. – 1736.) neki građani su odselili na rub Perzijskog carstva, u današnju afganistansku pokrajini Farah, gdje i danas žive i govore starim jazdskim narječjem. 
Za vrijeme Kadžarskog carstva (1785. – 1925.) Jazdom su vladavi bahtijarijski kanovi. 

## Znamenitosti
Jazd je važno središte perzijske umjetnosti i arhitekture u blizini puta svile i puta začina. Njegove brojne adobe građevine su živo svjedočanstvo uporabe ograničenih sredstava za preživljavanje u pustinji. Grad je opskrbljivan vodom podzemnim kanatnim sustavom koji je jedan od najvećih na svijetu. Graditelji kanata iz Jazda se smatraju ponajboljima u Iranu. Kako bi se oduprijeli vrućim ljetnim danima, Jazd ima veličanstvene vjetrohvate i velike jakčale koji su služili kao hladnjaci s ledom s obližnjih planina.
Spomeničku baštinu Jazda čine i značajne zoroastrijske građevine. Toranj tišine (perz. دخمه, dahma) se nalazi u gradskoj okolici, dok je u gradu hram vatre (perz. dar-e mehr ) Ataš Behram („Vatre pobjede”) u kojemu se čuva vatra koja se održava kontinuirano od 470. god.
Gradska džamija Jazda (perz. مسجد جامع یزد‎‎ – Masdžid-e-Džāmeh Jazd) iz 12. stoljeća, izgrađena u azerskom stilu, ima neke od najljpših perzijskih mozaika i izvrsnu arhitekturu, a njezini minareti su najviši u Iranu. Novčanica od 200 rijala na stražnjoj strani ima sliku ove džamije. 
- Gradska džamija Jazda iz 12. st.
- Zoroastrijski hram vatre Ataš Behram
- Vrt Dolat-Abad
- Veliki jakčal u Jazdu
- Vjetrohvat u Jazdu
- Kuća Lari

## Gradovi prijatelji
- Holguín  Kuba
- Homs  Sirija
- Džakarta  Indonezija
- Jászberény  Mađarska
- Nizwa  Oman

## Prijevoz
Pored toga što je Jazd povezan sa svim većim iranskim gradovima državnom iranskom željeznicom (per. شركت راه‌آهن جمهوری اسلامی ایران, RAI), u čijem je prometnom središtu, u blizini grada nalazi se zračna luka Šahid Sadugi.

## Vanjske poveznice
- (perz.) Službene stranice Jazda

Ostali projekti
|  | Zajednički poslužitelj ima još gradiva o temi Jazd |